# Oscar V. Vidal i Belda
Óscar V. Vidal i Belda (Aielo de Malferit, Valencia, 1971) is een Spaans componist en dirigent.

## Levensloop
Vidal i Belda kreeg zijn eerste muziekles in de muziekschool van de Banda de Música de Aielo de Malferit en wisselde later voor de studies in het hoofdvak trompet aan het Conservatorio Superior de Música "Joaquín Rodrigo" te Valencia bij Vicent Campos en Leopoldo Vidal Estrems. Om zijn vakbekwaamheid op zijn instrument te voltooien volgde hij ook cursussen bij Pierre Thibaud in Frankrijk, bij Allen Vizzutti in de Verenigde Staten en bij Hakan Hardenberger in Zweden. Verder studeerde hij bij Manuel Galduf Verdeguer en Robert Forés harmonie en orkestdirectie, bij Denis Ham aan de Royal Academy of Music te Londen orkestdirectie en bij Jan Cober en José Rafael Pascual Vilaplana HaFa-directie.
Hij is lid van het Orquestra simfònica d'Alicante, het symfonisch orkest van het conservatorium te Gijón en in 1996 werd hij trompettist in het Symfonisch jeugdblaasorkest van de Europese Unie. Verder is hij stichter en lid van het koperkwintet “Aielo Brass” en van “Quintet de la OSA”.
Van 1995 tot 1999 was hij dirigent van de Banda de Música de la Unió Musical Benissodense, van 1999 tot 2004 van de Banda de Música de la Unió Musical d'Aielo en van 2005 tot 2006 van de Banda de Música del Cercle Musical Primitiva d'Albaida. Met de Banda uit Aielo won hij op het provinciale concours in Elda een 2e en 3e prijs. Hij is ook gastdirigent van de Banda de Música de “Lira Castellonera” de Castelló de la Ribera en sinds 2002 van de Banda Municipal de Barcelona. 
Tegenwoordig is hij professor voor muziek aan het L'Institut d'Educació Secundària (I.E.S.) de l'Olleria.
Als componist schrijft hij verschillende genres, maar vooral voor de banda (harmonieorkest).

## Composities

### Werken voor banda (harmonieorkest)
- 1990 Vicente Belda "El Solo", paso-doble
- 1991 Al Malakah “La Reina”, marcha mora
- 1993 Iram Asor, marcha mora
- 1995 Dux Ioaxim, marcha cristiana
- 2003 Alegría Rebelde, marcha mora
- 2004 Poeta i Cavaller, marcha cristiana
- 2005 Al-mussam, marcha mora
- 2005 Locus Solus, concertwerk voor grote banda (harmonieorkest)
- 2005 Obertura per a una trobada, ouverture
- 2006 No Mai Més, marcha de processó

### Werken voor koor
- Música medieval y del renacimiento, vol. 1, voor gemengd koor
  1. Branle
  2. Branle de Champagne
  3. Ad mortem festinamus
- Música medieval y del renacimiento, vol. 2 - Cantigas de Alfonso X el Sabio, voor gemengd koor
  1. Cantiga 389
  2. Cantiga 44
  3. Cantiga 159
- Música medieval y del renacimiento, vol. 3 - Cantigas de Alfonso X el Sabio, voor gemengd koor
  1. Cantiga 12
  2. Cantiga 353
  3. Cantiga 240
- Música medieval y del renacimiento, vol. 4 - Cantigas de Alfonso X el Sabio, voor gemengd koor
  1. Cantiga 180
  2. Cantiga 385
  3. El Grill
- Música medieval y del renacimiento, vol. 5, voor gemengd koor
  1. Cantiga 198
  2. Cantiga 75
  3. Bourre
- Música medieval y del renacimiento, vol. 6, voor gemengd koor
  1. Cantiga 358
  2. danza nº1 uit de suite no. 3 van Tielman Susato
  3. danza nº4 uit de suite no. 3 van Tielman Susato

### Werken voor Orff-instrumenten
- Música moderna, vol. 1
  1. ESO Blues - 2003
  2. Go down moses
  3. Hello my baby
- Música moderna, vol. 2
  1. He's got the whole world
  2. When the saints go marching in
  3. Toca bonito
- Música popular, vol. 2
  1. Hani Couni
  2. O son do ar
  3. Adurain
- 2005 Sempre hi ha un motiu
- 2006 Rumba Latina

### Kamermuziek
- 2006 HHM 06, voor strijktrio, piano, hobo en fagot

### Elektronische muziek
- 2001 Peça primera
- 2002 Tetea
- 2002 Fonos